# Wegwielrennen op de Paralympische Zomerspelen 2020 - Tijdrit mannen C3
De tijdrit mannen C3 bij het wegwielrennen tijdens de XVIe Paralympische Zomerspelen, vond plaats op de Fuji Speedway een racecircuit in de Japanse prefectuur Shizuoka.

## Uitslag
| #      | renner                 | renner | tijd     | tijd     |
| ------ | ---------------------- | ------ | -------- | -------- |
| Goud   | Benjamin Watson        | GBR    | 35:00.82 |          |
| Zilver | Steffen Warias         | GER    | 35:57.41 | +56.59   |
| Brons  | Matthias Schindler     | GER    | 36:17.95 | +1:17.13 |
| 4      | Finlay Graham          | GBR    | 36:20.86 | +1:20.04 |
| 5      | Eduardo Santas Asensio | ESP    | 36:43.11 | +1:42.29 |
| 6      | Jaco van Gass          | GBR    | 36:45.31 | +1:44.49 |
| 7      | Masaki Fujita          | JPN    | 36:47.63 | +1:46.81 |
| 8      | David Nicholas         | AUS    | 36:56.79 | +1:55.97 |
| 9      | Fabio Anobile          | ITA    | 37:54.37 | +2:53.55 |
| 10     | Alejandro Perea Arango | COL    | 38:25.24 | +3:24.42 |
| 11     | Daniel Strandberg      | SWE    | 38:37.17 | +3:36.35 |
| 12     | Diederick Schelfhout   | BEL    | 38:54.84 | +3:54.02 |
| 13     | Henry Raabe            | CRC    | 39:37.64 | +4:36.82 |
| 14     | Joseph Berenyi         | USA    | 42:16.36 | +7:15.54 |